# Los chicos de la guerra
Los chicos de la guerra é um filme argentino de 1984 dirigido por Bebe Kamin.

## Sinopse
O filme que conta a história de três jovens argentinos antes e depois da Guerra das Malvinas.

## Elenco
- Héctor Alterio[1]
- Carlos Carella[1]
- Ulises Dumont[1]
- Marta Gonzalez[1]